# Ryback (Wrestler)
Ryback Allen Reeves (* 10. November 1981 in Las Vegas, Nevada), besser bekannt als Ryback, ist ein US-amerikanischer Wrestler. Derzeit tritt er bei verschiedenen Wrestling Promotions im sogenannten Indie-Bereich auf. 2016 änderte Reeves seinen bürgerlichen Namen von Ryan Allen Reeves in Ryback Allen Reeves. Sein größter Erfolg war der Erhalt der WWE Intercontinental Heavyweight Championship.

## Karriere

### Beginn
Reeves nahm 2004 an der 4. Staffel von WWE Tough Enough teil und war einer von acht Finalisten, gewann die Staffel aber nicht. Trotzdem bot World Wrestling Entertainment ihm einen Entwicklungsvertrag an und er begann mit dem Training bei Deep South Wrestling 2005, wo er im September, in deren Comeback-Show, sein erstes Match bestritt und bis Februar 2006 auftrat.
Ab März 2006 trat Reeves für Ohio Valley Wrestling, eine andere Entwicklungsliga der WWE auf. Dort war er bis Januar 2007 zu sehen, ehe er entlassen wurde. Im Jahr 2008 kehrte Reeves mit einem neuen Gimmick unter dem Namen Ryback zu OVW zurück, die inzwischen keine Entwicklungsliga der WWE war. Dort gewann er einmal die OVW Heavyweight Championship.
Kurze Zeit später wurde er erneut von der WWE unter Vertrag genommen und debütierte bei Florida Championship Wrestling im Dezember 2008. Ab Oktober 2009 trat Reeves unter dem Namen Skip Sheffield in einem Cowboy-Gimmick auf.

### Nexus und Comeback als Ryback
Im Februar 2010 wurde er als Teilnehmer der ersten Staffel von WWE NXT bestätigt. Nachdem zunächst Montel Vontavious Porter als „Pro“ von ihm vorgesehen war, wurde dieser jedoch kurzfristig von William Regal ersetzt. Reeves wurde in der Staffel als erster eliminiert. Am 7. Juni 2010 debütierte er zusammen mit den anderen Teilnehmern der ersten NXT-Staffel bei RAW und griff in den Main Event der Show ein. Fortan war er ein Mitglied dieser neuen Gruppierung, dem Nexus. Zwei Monate später brach er sich bei einem Event unter anderem den Knöchel und fiel fast 15 Monate verletzungsbedingt aus.
Am 3. April 2012 kehrte er bei SmackDown als Ryback wieder ins WWE-TV zurück. In den ersten Monaten siegte er vor allem in Squash-Matches, wodurch eine Siegesserie aufgebaut wurde und führte in der Zeit kleinere Fehden, zum Beispiel gegen Jinder Mahal. Seit Oktober 2012 fehdet Reeves gegen den WWE Champion CM Punk, nachdem sich dessen Fehdengegner John Cena verletzte. Beim PPV Hell in a Cell am 28. Oktober endete im gleichnamigen Match gegen CM Punk die Siegesserie Reeves’.
Daraufhin bildet er ein Tag-Team mit Curtis Axel unter dem Namen Rybaxel.
Im Frühjahr 2013 trat Ryback erstmals in einem Royal Rumble Match auf, in welchem er als Setznummer 30 teilnahm. In diesem Match erreichte er die Final Two, musste sich dort aber John Cena beugen.

### Comeback 2014 – Vertragsauflösung 2016

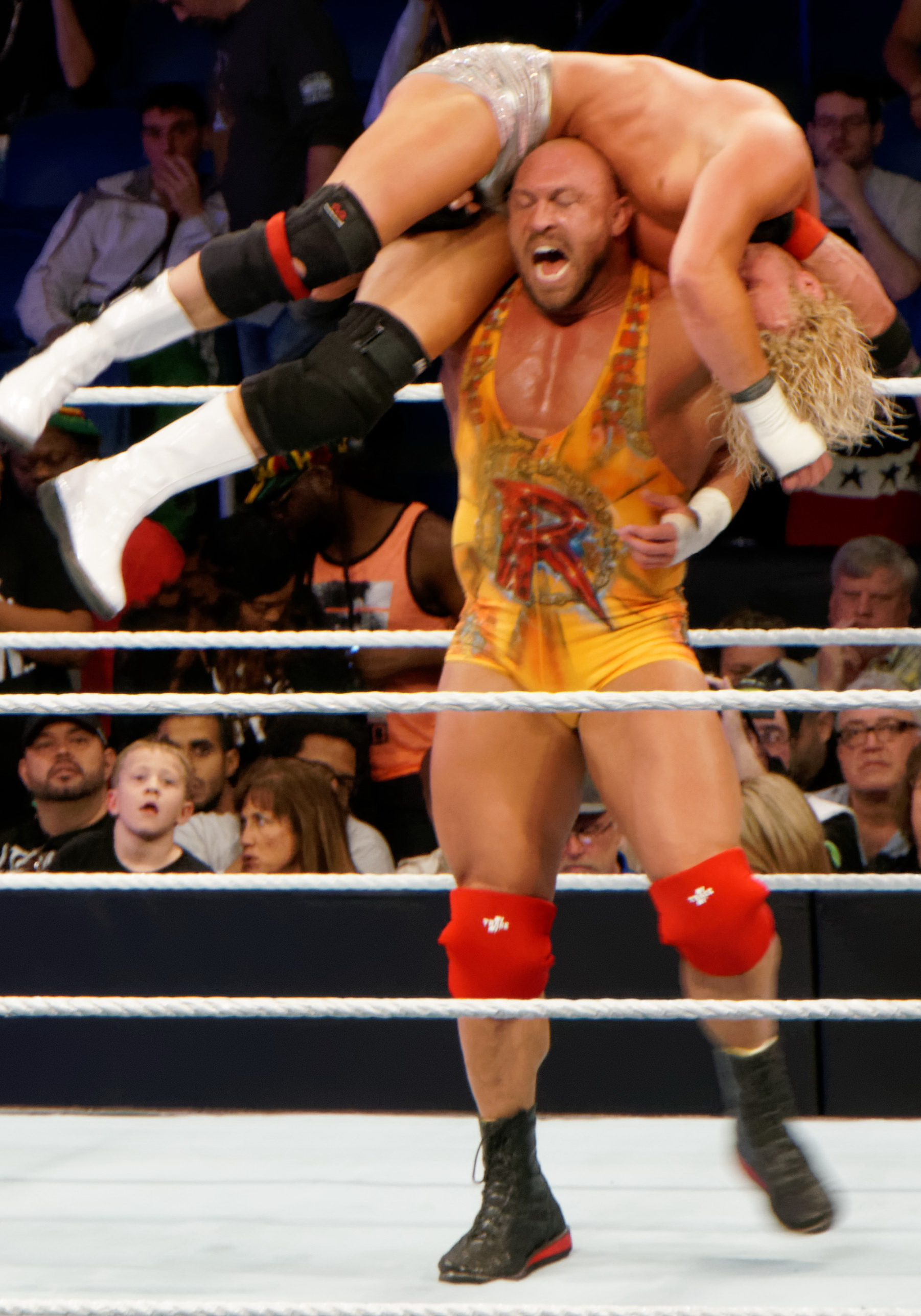
Ryback, 2014

Nach einer mehrmonatigen Verletzungspause kehrte Reeves in der RAW-Ausgabe vom 27. Oktober 2014 wieder als Face in die WWE-Shows zurück. Er wurde, wie zu Anfang seines Ryback Gimmicks, wieder in einigen Squash-Matches gepusht. Bei der Survivor Series 2014 kämpfte er im 5 gegen 5 Elimination Tag Team Match im Team Cena, zusammen mit Dolph Ziggler, Big Show, Erick Rowan und John Cena, gegen Team Authority, welches Team Cena für sich entscheiden konnte.
Beim Pay-Per-View WWE No Escape am 1. Juni 2015 setzte sich Reeves in einem Elimination Chamber Match um den Intercontinental Championship gegen Dolph Ziggler, King Barret, R-Truth, Sheamus und Mark Henry durch, und wurde so zum ersten Mal in seiner Karriere Intercontinental Champion. Am 20. September 2015 musste er den Titel bei WWE Night of Champions an Kevin Owens abgeben.
Am 8. August 2016 gab die WWE die offizielle Trennung von Ryback bekannt. Drei Tage zuvor hatte dieser über Twitter bereits eine Vertragsauflösung angekündigt. Hintergrund war die aus seiner Sicht unfaire Bezahlung der Akteure, da trotz der abgesprochenen Kampfausgänge die Gewinner mehr Geld bekommen.

## Erfolge

### Titel
- Ohio Valley Wrestling

- 1× OVW Heavyweight Championship

- World Wrestling Entertainment

- 1× WWE Intercontinental Championship

### Auszeichnungen
- Pro Wrestling Illustrated

- PWI Feud of the Year 2010 als Mitglied des Nexus gegen John Cena
- PWI Most Hated Wrestler of the Year 2010 als Mitglied des Nexus